# 陈叔文
陈叔文（?—?），字子才，南陈高宗宣帝陈顼第12子，母袁昭容，封晋熙王。
陈叔文性情轻险，好虚荣，颇涉书史。太建七年（575年），立为晋熙王，后为侍中、散骑常侍、宣惠将军，置佐史（有長史徐儉）。进号轻车将军、扬州刺史。陈后主至德元年（583年），授持节、都督江州诸军事、江州刺史。二年（584年），迁信威将军（有長史蔡凝）、督湘、衡、武、桂四州诸军事、湘州刺史。祯明二年（588年），秩满，因在职已久大得人和又据有上流而被陈后主猜忌，征为侍中、宣毅将军，佐史如故。
隋军渡江，破台城，隋朝汉东道行军元帅秦王杨俊至汉口。陈叔文从湘州还朝，至巴州，率巴州刺史毕宝等请降隋朝，致书秦王：“窃以天无二日，晦明之序不差，土无二王，尊卑之位乃别。今车书混壹，文轨大同，敢披丹款，申其屈膝。”秦王杨俊遣行军吏部柳庄与元帅府僚属等到巴州迎劳陈叔文。陈叔文于是和毕宝、荆州刺史陈慧纪及文武将吏赴汉口，秦王厚待他们，在宾馆安置。隋开皇九年（589年）三月，隋军凯旋，隋文帝到温汤慰劳，陈叔文与陈慧纪、周罗睺、荀法尚等在路上见隋文帝。数日后，陈叔文从后主陈叔宝及诸王侯将相和陈朝的乘舆、服御、天文图籍等，并以次行列，以铁骑围之，随晋王杨广、秦王杨俊等献凯而入，列于庙庭。第2天，隋文帝坐再广阳门观，陈叔文从陈后主至朝堂南。隋文帝使内史令李德林宣旨，责陈朝君臣不能互相协助，致使丧亡。后主和他的大臣惭惧拜伏，莫能仰视，独陈叔文欣然自得。16天后，陈叔文上表：“昔在巴州，已先送款，乞知此情，望异常例。”隋文帝虽嫌他不忠，但为了怀柔江表，乃授陈叔文开府，拜宜州刺史。

## 资料来源
- 《陈书·列传第二十二》